# (33158) Rúfus
(33158) Rúfus, désignation internationale (33158) Rufus, est un astéroïde de la ceinture principale.

## Description
(33158) Rufus est un astéroïde de la ceinture principale. Il fut découvert le 26 février 1998 à Modra par Peter Kolény et Leonard Kornoš. Il présente une orbite caractérisée par un demi-grand axe de 2,68 UA, une excentricité de 0,27 et une inclinaison de 5,3° par rapport à l'écliptique.
Il est nommé d'après le poète et essayiste Milan Rúfus.

## Compléments